# Velika Vrbnica
Velika Vrbnica (en serbio cirílico : Велика Врбница) es un pueblo de Serbia, situado en el municipio de Aleksandrovac, en el distrito de Rasina. En el censo de 2011 contaba con 441 habitantes.

## Demografía
| 1948 | 1953 | 1961 | 1971 | 1981 | 1991 | 2002 | 2011 |
| ---- | ---- | ---- | ---- | ---- | ---- | ---- | ---- |
| 754  | 794  | 774  | 705  | 619  | 484  | 470  | 441  |